# Mitologia dinka
La mitologia dinka és el conjunt de mites del poble dinka.
El déu suprem creador en la mitologia dinka és Juok (també anomenat Jok, Juong, Dyok); és present en tota la creació i controla el destí de cada humà, planta i animal de la Terra. El terme "Jok" també fa referència a un grup d'esperits ancestrals.
Denka és el déu celestial de la pluja i la fertilitat. La seva mare és Abuk, la deessa patrona de la jardineria i totes les dones, presentada per una serp.
Nyalitch és un déu celestial de la pluja i governant dels esperits.